# Rabobank

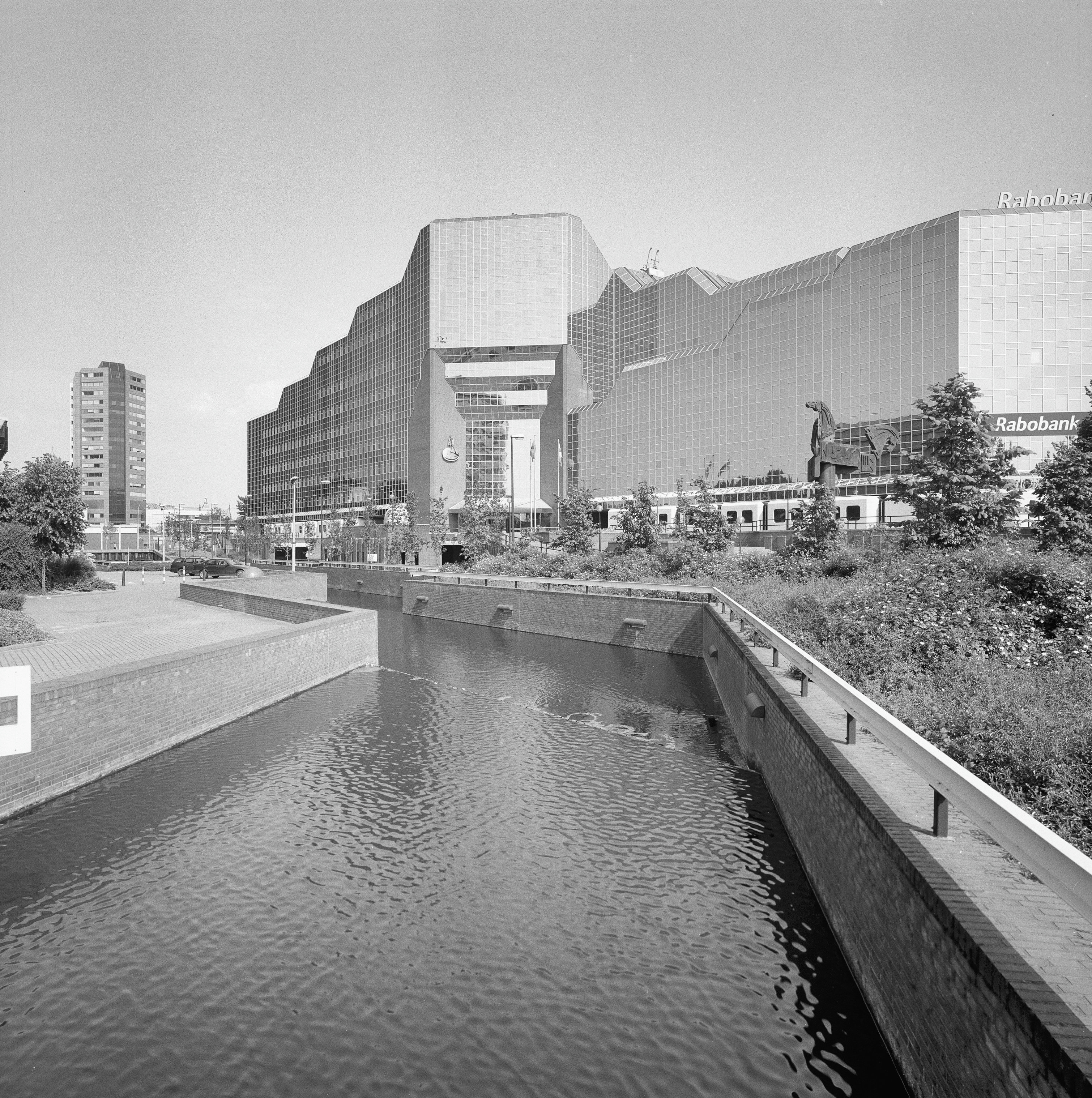
Voorgevel hoofdkantoor Rabobank in Utrecht in 1996.

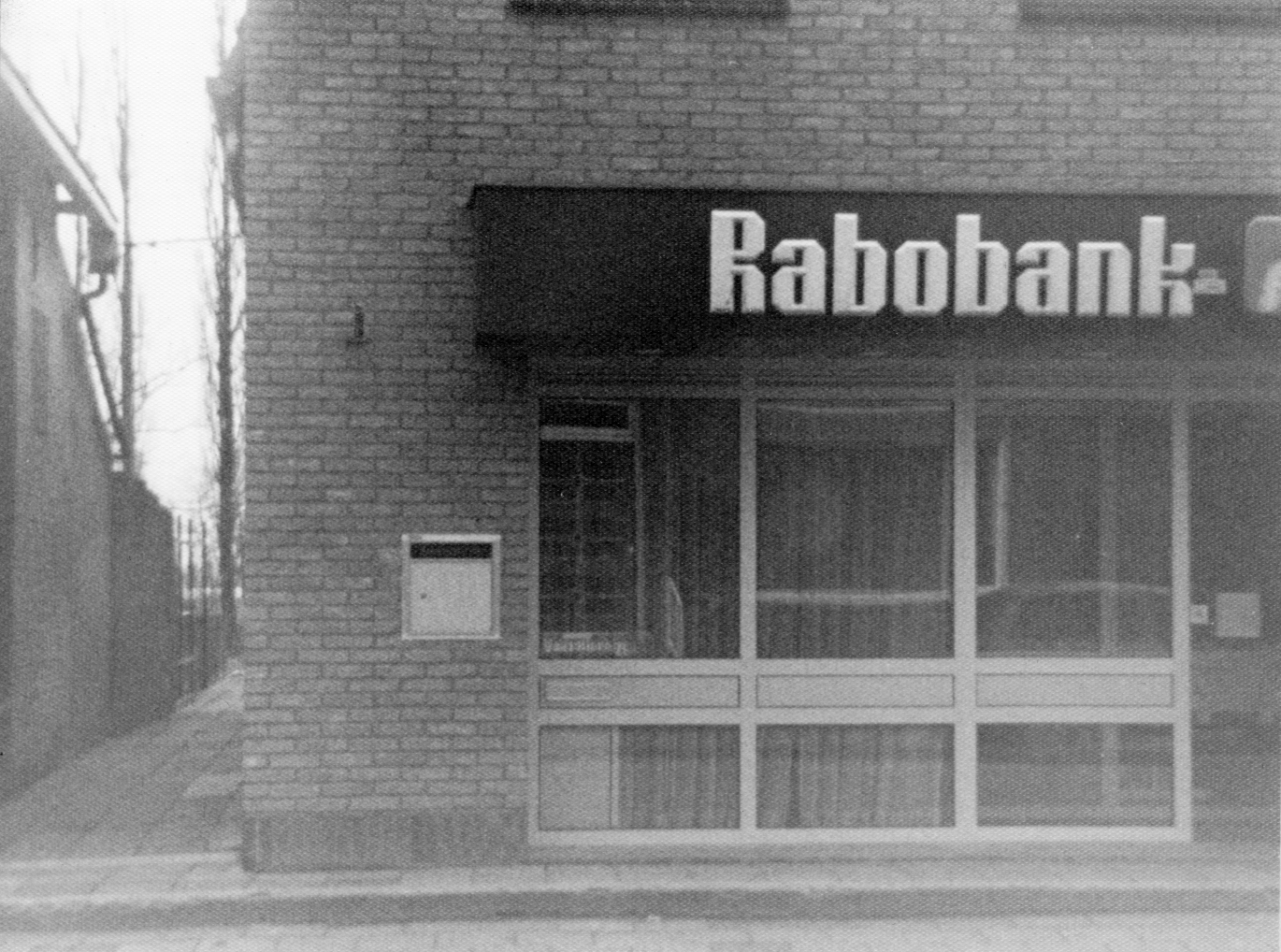
Een Rabobankfiliaal in Mijnsheerenland in de jaren 70.

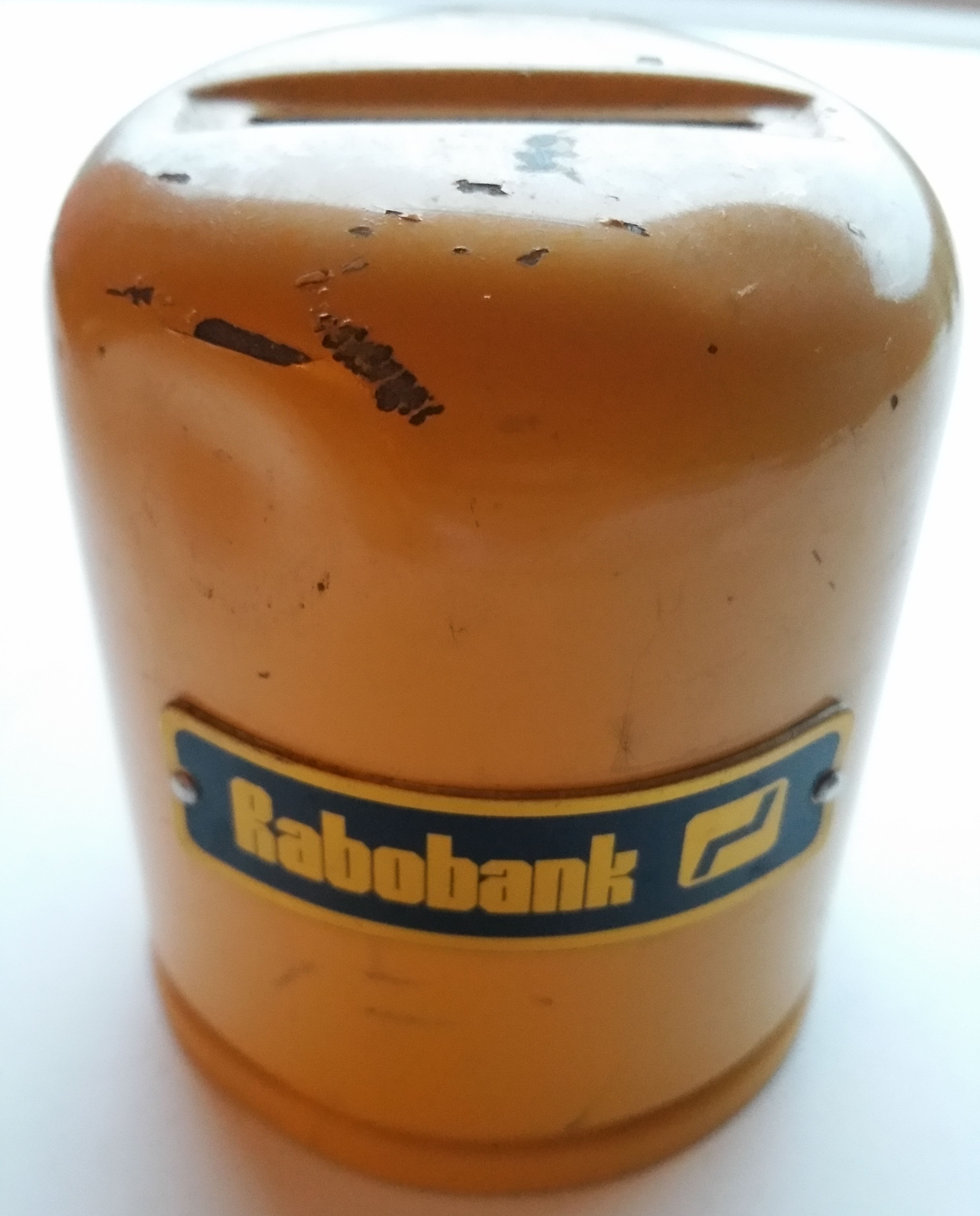
Rabobankspaarpot uit de jaren 70 met het logo ontworpen door Total Design (Wim Crouwel & Wim van der Weerd) in 1973.

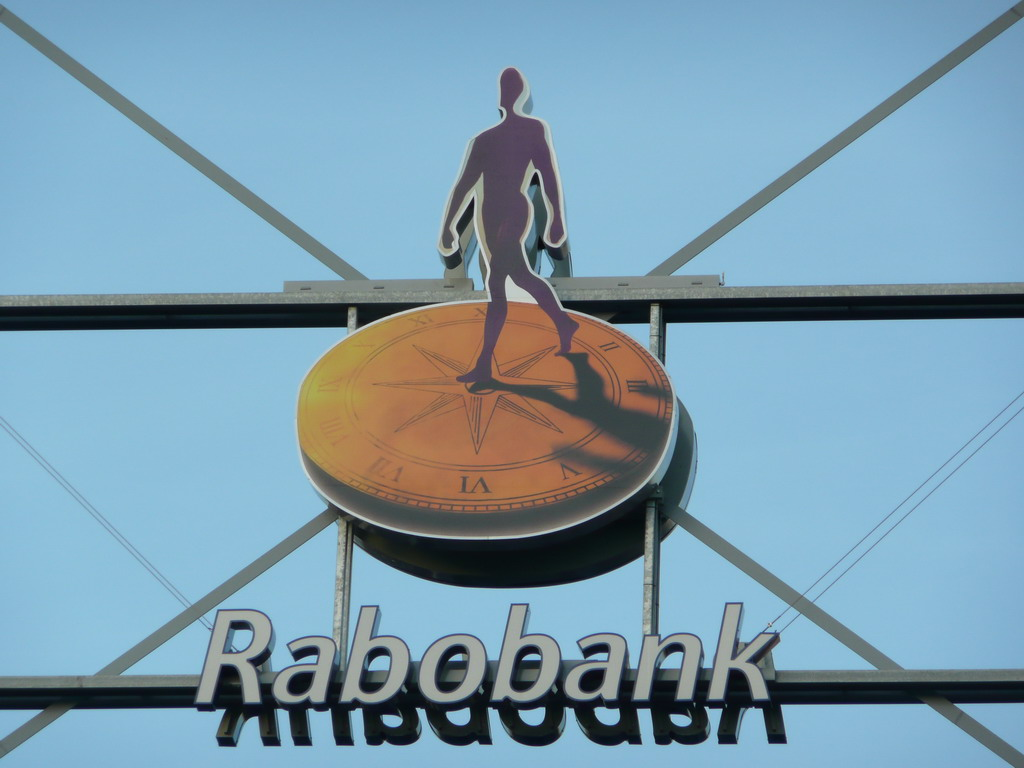
Het logo ontworpen door het Engelse Newell & Sorrell in 1994.

De Rabobank (handelsnaam van de Coöperatieve Rabobank U.A.) is een Nederlandse bank, statutair gevestigd te Amsterdam, met het hoofdkantoor in Utrecht.
Eind negentiende eeuw is de bank begonnen als een verzameling van kleine boerenleenbanken. Rabobank is in 1972 ontstaan uit een fusie tussen de Coöperatieve Centrale Raiffeisen-Bank en de Coöperatieve Centrale Boerenleenbank, die beide in 1898 waren opgericht. Zij fuseerden tot de Coöperatieve Centrale Raiffeissen-Boerenleenbank B.A., met als handelsnaam Rabobank. 
In 2016 is de structuur van de Rabobank gewijzigd. De 106 lokale Rabobanken en Rabobank Nederland zijn gefuseerd tot één bank, de Coöperatieve Rabobank U.A. Het heeft sindsdien één bankvergunning van De Nederlandsche Bank. 
In 2019 beheerden de 89 lokale Rabobanken 371 vestigingen. Het totale personeelsbestand van de lokale banken omvat ongeveer 24.840 formatieplaatsen. De Rabobank bedient ruim 9,5 miljoen klanten wereldwijd, waarvan bijna 8,8 miljoen in Nederland. 8 miljoen hiervan zijn particulieren. 1,9 miljoen (2019) klanten zijn ook lid van de Rabobank. Wereldwijd hebben de Rabobank en al haar dochterondernemingen 43.822 medewerkers. De Rabobank had in 2004 en 2010 het grootste marktaandeel in de hypotheekmarkt met ongeveer een kwart van alle hypotheken in zijn portfolio.
Rabobank was van 2002 tot 2021 als internetbank ook in België actief.

## Geschiedenis

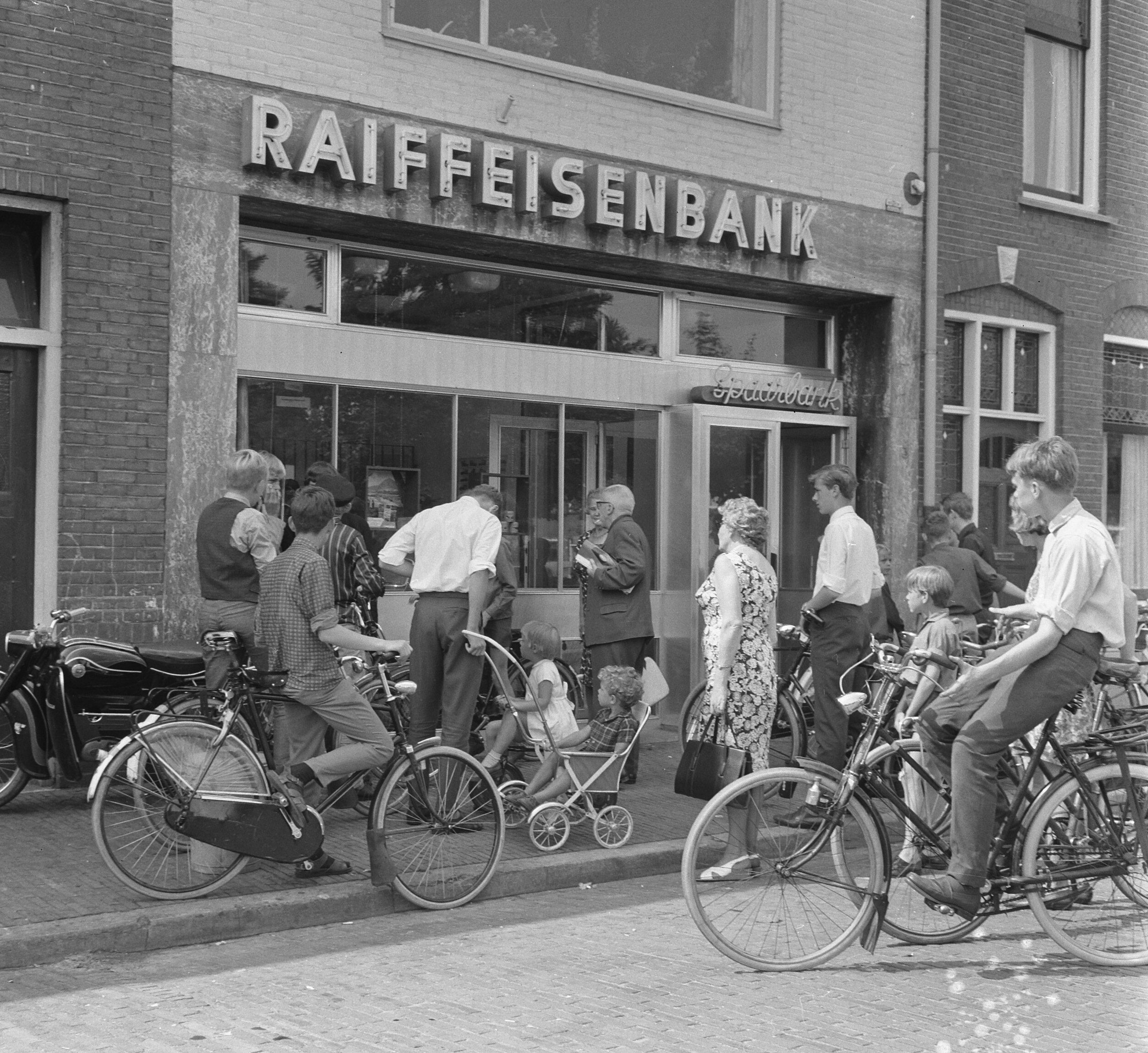
Een filiaal van de Raiffeissenbank in Utrecht in 1965

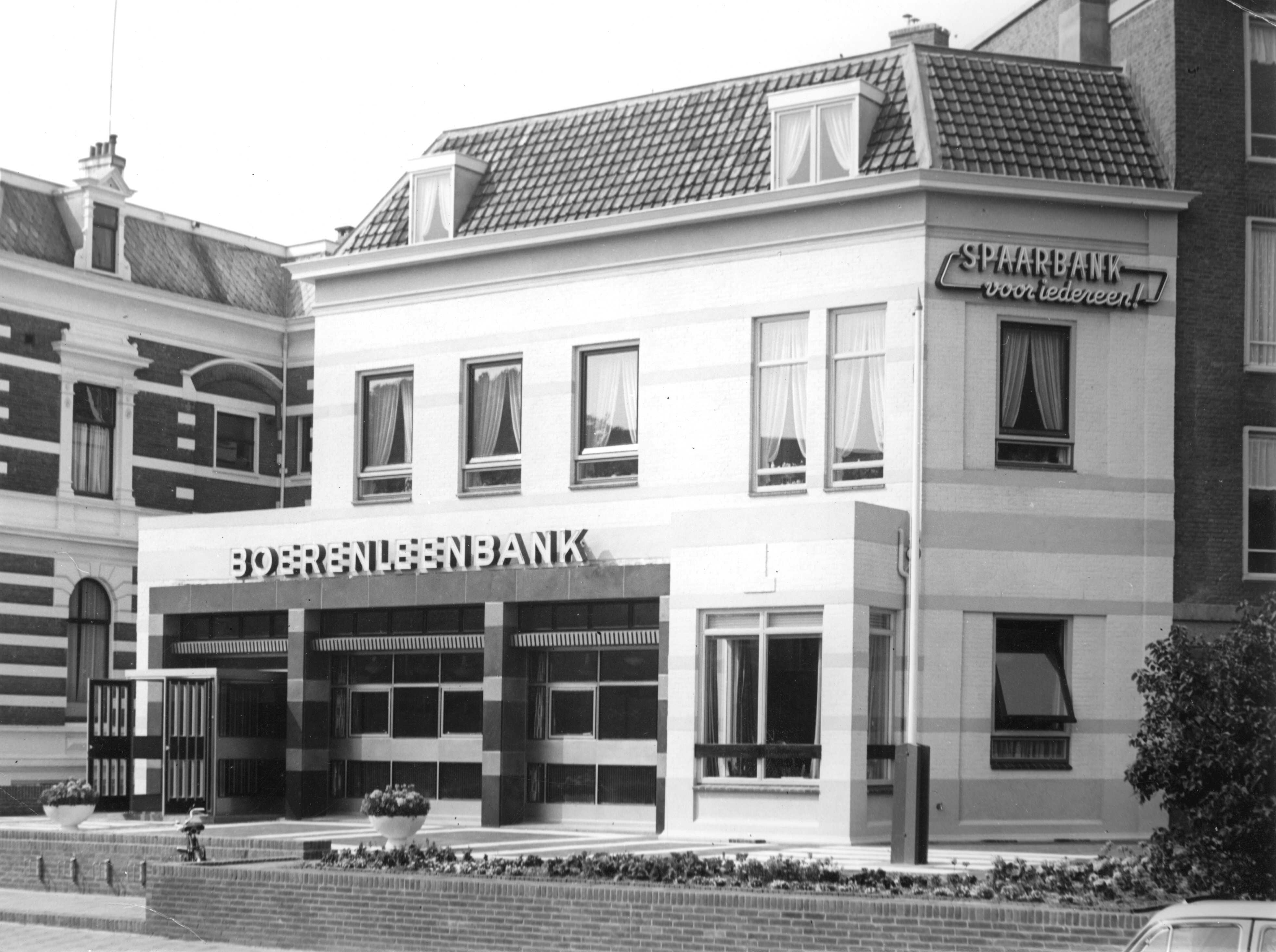
Een filiaal van de Boerenleenbank in Nijmegen in 1960

Vanaf 1895 sloegen boeren en tuinders de handen ineen om kredietcoöperaties te starten volgens het Raiffeisen-systeem. De Rabobank Groep is ontstaan in 1972 door een fusie tussen de Coöperatieve Centrale Raiffeisen-Bank en Coöperatieve Centrale Boerenleenbank in de Coöperatieve Centrale Raiffeisen-Boerenleenbank. De nieuwe bank gebruikte de naam Rabobank als handelsnaam, omdat ze Raiffeisen-Boerenleenbank te lang en te moeilijk om te onthouden vond. De naam is ontleend aan de beginletters van Raiffeisenbank-Boerenleenbank. Sinds 1980 wordt de bank nog slechts aangeduid als Rabobank. 
De Rabobank probeert zich te profileren als een bank die zich anders gedraagt dan andere banken. In reclamespotjes wordt daarom veel aandacht geschonken aan het 'coöperatieve' karakter. Dit houdt in dat de Rabobank uit 89 (2019) lokale banken bestaat, die onderdeel zijn van één gezamenlijke coöperatie. Elke lokale bank heeft nog altijd een lokale ledenraad, een lokale raad van commissarissen en een lokale directievoorzitter.

### Lidmaatschap en bestuur
Lidmaatschap van de lokale coöperaties was van oudsher verplicht gesteld voor ondernemers die geld leenden, terwijl andere klanten geen lid konden worden. De Rabo-coöperaties kenden voor de leden een beperkte aansprakelijkheid van 5.000 gulden. Bij het honderdjarig bestaan van de Rabobank in 1998 werd besloten de coöperaties te moderniseren. Alle klanten kunnen sindsdien vrijwillig lid worden en de aansprakelijkheid verviel.
In 2001 begon de Rabobank met een ledenwerfcampagne. Het ledental steeg van ruim 500.000 in 2000 naar 1,9 miljoen tegen het einde van 2012. Het aantal lokale Rabo-coöperaties neemt juist door fusies drastisch af. Het aantal lokale Rabo-coöperaties daalde van 547 in 1996 naar 139 in 2012. De coöperaties worden dus zowel qua ledental als geografische omvang steeds groter.
Om de groter wordende coöperaties beter te kunnen besturen, bestaat sinds 2004 de mogelijkheid het zogeheten 'directiemodel' in te voeren. Hierbij wordt de coöperatie volledig bestuurd door professionals. De directe zeggenschap van de leden verdwijnt hierbij grotendeels door de instelling van een gekozen ledenraad van minimaal 30 en maximaal 50 leden. De ledenraad vervangt qua functie de algemene ledenvergadering (ALV) vrijwel geheel. De ALV mag dan alleen nog beslissen over opheffing of uittreding van de coöperatie uit Rabobank Nederland.
In 2016 is de structuur van de Rabobank verder gewijzigd. De lokale Rabobanken en Rabobank Nederland zijn gefuseerd tot één bank. In 2017 werd de aparte managementlaag voor Rabobank Nederland opgeheven en samengevoegd met de Raad van Bestuur tot de Groepsdirectie. Sindsdien kent de Rabobank onder meer de volgende bestuursorganen:
- De algemene ledenraad (benoemt onder meer de RvC, keurt besluiten van de RvC en RvB goed en stelt de jaarrekening vast)
- De raad van commissarissen (ziet toe op de RvB)
- De groepsdirectie (het dagelijks bestuur van de Rabobank)
- Lokale ledenraden (benoemen de lokale RvC's)
- Lokale raden van commissarissen (de voorzitters van de lokale RvC's vormen samen de algemene ledenraad)
- Lokale banken, die ieder een directievoorzitter hebben

#### Voorzitters Raad van Commissarissen
- Ron Teerlink (2016 - 2021)
- Marjan Trompetter (2021 - )

#### Voorzitters Groepsdirectie
- Wiebe Draijer (2016 - 2022) - tussen 2014 en 2016 voorzitter van de RvB van Rabobank Nederland
- Bas Brouwers (interim)
- Stefaan Decraene (2023 - )

#### Ontwikkeling aantal lokale banken en ledental
| Jaar | Aantal lokale Rabobanken | Gezamenlijk ledental | Gemiddeld ledental |
| ---- | ------------------------ | -------------------- | ------------------ |
| 1995 | 547                      | 595.000              | 1.088              |
| 1996 | 510                      | 585.000              | 1.147              |
| 1997 | 481                      | 525.000              | 1.091              |
| 1998 | 445                      | 515.000              | 1.157              |
| 1999 | 424                      | 510.000              | 1.203              |
| 2000 | 397                      | 550.000              | 1.385              |
| 2001 | 369                      | 825.000              | 2.236              |
| 2002 | 349                      | 1.108.000            | 3.178              |
| 2003 | 328                      | 1.360.000            | 4.146              |
| 2004 | 288                      | 1.456.000            | 5.056              |
| 2005 | 248                      | 1.551.000            | 6.254              |
| 2006 | 188                      | 1.641.000            | 8.729              |
| 2007 | 174                      | 1.638.000            | 9.414              |
| 2008 | 153                      | 1.707.000            | 11.157             |
| 2009 | 147                      | 1.762.000            | 11.986             |
| 2010 | 141                      | 1.801.000            | 12.773             |
| 2011 | 139                      | 1.862.000            | 13.396             |
| 2012 | 136                      | 1.918.000            | 14.103             |
| 2013 | 136                      | 1.931.000            | 14.199             |
| 2014 | 113                      | 1.959.000            | 17.336             |
| 2015 | 106                      | 1.945.000            | 18.349             |
| 2016 | 103                      | 1.927.000            | 18.708             |
| 2017 | 102                      | 1.916.000            | 18.784             |
| 2018 | 101                      | ca. 1,9 miljoen      | ca. 19.000         |
| 2019 | 89                       | ca. 1,9 miljoen      | ca. 21.000         |